# Karel Jan André Guyon Collot d'Escury
Karel Jan André baron Collot d'Escury ('s-Gravenhage, 15 december 1858 - Hontenisse, 4 mei 1929) was een Nederlands bestuurder.

## Biografie
Collot, lid van de familie Collot d'Escury, was tussen 1884 en 1893 burgemeester van Boschkapelle en Stoppeldijk en tussen 1893 en 1929 burgemeester van Hontenisse (na het overlijden van zijn vader Hendrik A.A. baron Collot d'Escury (1833-1893)). Ook was hij rentmeester van een kroondomein (eveneens als opvolger van zijn vader). 
Collot speelde een actieve rol bij de oprichting van de Eerste Nederlandsche Coöperatieve Beetwortelsuikerfabriek (ENCBS, voorloper van de Suikerunie) in Sas van Gent. Hij was de eerste voorzitter van de coöperatie bij de oprichting in 1899. Daarnaast was hij tussen 1901 en 1921 voorzitter van de Algemeene Nederlandsche Zuivelbond (ANZB).
Collot trouwde in 1885 in Zutphen met Anna Maria Willemine Frederike van Doorninck (1859-1931), met wie hij vier kinderen kreeg.

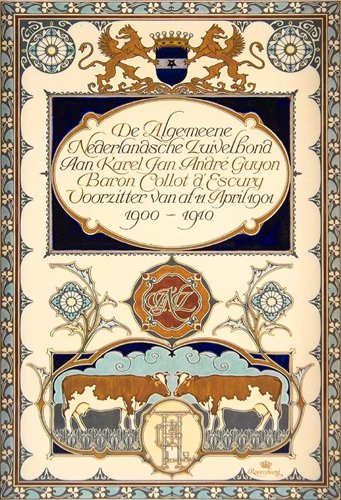
Tegelplaat bij het jubileum van de ANZB

## Trivia
In 1922 onthulde prins Hendrik in het bijzijn van onder anderen commissaris der koningin Quarles van Ufford en burgemeester Collot een monument ter herinnering aan de Stormvloed van 1906.